# Göran Schröderheim
Göran Schröderheim, tidigare Schröder, född 18 september 1752 i Stockholm, död 8 april 1815 i Stockholm, var en svensk ämbetsman.

## Biografi
Göran Schröderheim föddes 1752 i Stockholm. Han var son till superintendenten Göran Claes Schröder i Karlstads stift och Margareta Elis. Adlades 10 oktober 1759 tillsammans med sina syskon till Schröderheim, för sin faders förtjänster. Schröderheim blev 28 augusti 1760 student vid Uppsala universitet och 3 april 1770 extraordinarie kanslist i Justitierevisionen. Han blev 5 april 1770 auskultant i Svea hovrätt och 8 april 1772 auditör i Nylands infanteriregemente. Schröderheim blev 8 december 1773 auditör vid livdrabantkåren och 1776 introducerades ätten Schröderheim i Sveriges Riddarhus som nummer 2046. Han blev 19 februari 1777 sekreterare i arméns generalkrigsrätt, 27 maj 1780 tillförordnad justitiarie i Krigskollegium, 20 maj 1783 justitiarie vid Livdrabandstskårens generalkrigsrätt och fick 20 maj 1783 lagmans titel. Schröderheim blev 12 oktober 1785 assessor i Svea hovrätt och 9 juni 1800 hovrättsråd i Svea hovrätt. Han avled 1815 i Stockholm och begravdes i Westmanska graven på Jakobs kyrkogård.

### Familj
Schröderheim gifte sig 28 januari 1781 i Stockholm edm Anna Margareta Westman (1760–1826), dotter till bryggaren Johan Westman och Anna Elisabet Blom i Stockholm. De fick tillsammans barnen Anna Margareta Schröderheim (1782–1825) som var gift med översten Vilhelm Mauritz von Post, majoren Johan Elis Schröderheim (1782–1820) i armén, kyrkoherden Göran Ulrik Schröderheim (1786–1862) i Skånella församling och aktuarien Bror Herman Schröderheim (1788–1862).